# Leonia (Tiergattung)

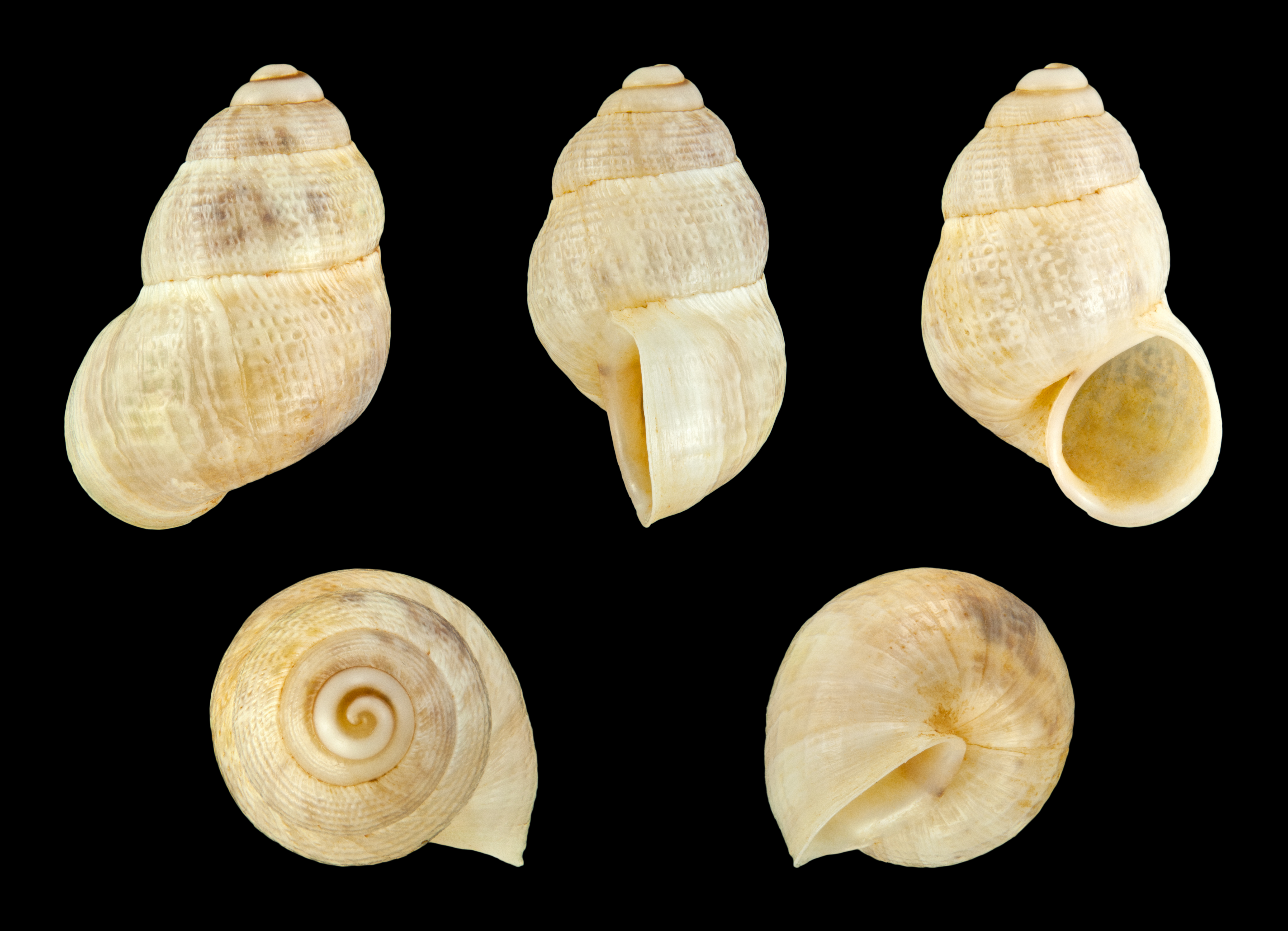
Leonia scrobiculata (Mousson, 1874)

Leonia ist eine Gattung auf dem Land lebender Schnecken aus der Familie der Landdeckelschnecken (Pomatiidae) in der Ordnung der Sorbeoconcha. Die Gattung ist bisher nur rezent bekannt.

## Merkmale
Das eiförmig-konische Gehäuse zeigt einen leichten Sexualdimorphismus: die Weibchen sind 17 bis 22 mm hoch und 11 bis 12 mm breit, die Männchen 16 bis 17 mm hoch und 9 bis 10 mm breit. Es hat 5 bis 6 stark konvex gewölbte Windungen mit einer tiefen Naht. Die Ornamentierung besteht aus feinen Spirallinien oder spiraligen Punktreihen und ebenso feinen Radiallinien. Dadurch entsteht ein netzartiges Muster. In den durch die kreuzenden Linien entstehenden Quadraten oder Rechtecken können kleine Gruben eingetieft sein.
Die schief eiförmige Mündung ist oben gewinkelt. In der Seitenansicht steht sie annähernd senkrecht zur Spiralachse. Sie ist einfach mit nur wenig zurückgebogenen nur schwach verdicktem Mundsaum. Das Gehäuse ist dickschalig und weißlich bis hell rotbraun gefärbt. Oft ist unterhalb der Naht ein Band mit dunklen Flecken ausgebildet. Die Schale ist ziemlich fest.
Das verkalkte Operkulum ist eiförmig und stark nach außen gewölbt. Es hat nur eine Windung, und der Nukleus sitzt nahe dem Spindelrand, Die Radula besteht aus sieben Elementen pro Querreihe, wobei der Mittelzahn und die jeweils beiden Seitenzähne fast gleich in Größe und Form sind. Der Marginalzahn ist dagegen sehr breit und fein gezähnelt.

### Ähnliche Gattungen
Im Vergleich mit der Gattungen Pomatias und Tudorella ist die Ornamentierung deutlich schwächer ausgeprägt, die Gehäuse wirken glatter.

## Geographische Verbreitung
Die drei Arten der Gattung Leonia kommen in Nordafrika von der Provinz Oran in Westalgerien bis ins Rif-Gebirge in Marokko vor. Im Süden reicht das Verbreitungsgebiet bis in die Provinz Sefrou (südlich von Fès) im Vorland des Mittleren Atlas und im Westen Marokkos bis nach Essaouira. Es zieht sich auch an der spanischen Mittelmeerküste entlang bis auf die Höhe der Region Murcia (Isla del Barón in der Salzwasserlagune Mar Menor).

## Taxonomie
Das Taxon wurde 1850 von William Baird aufgestellt. Derzeit werden drei Arten zur Gattung gestellt:
- Leonia jolyi (Pallary, 1908)
- Leonia mammillaris (Lamarck, 1822)
- Leonia scrobiculata (Mousson, 1874)

## Belege

### Online
- AnimalBase - Genus summary for Leonia Gray, 1850